# Germán Frers (velejador)
Germán Julio Frers Lynch (10 de setembro de 1899 - 6 de julho de 1986) foi um marinheiro argentino. Ele competiu nos 6 metros mistos nos Jogos Olímpicos de Verão de 1936.